# Vliedorp
Vliedorp (historisch: Fledorp, Gronings: Vliedörp) is de naam van een streek en een voormalig wierdedorp ongeveer 200 meter ten noorden van Houwerzijl in de gemeente Het Hogeland in de Nederlandse provincie Groningen. Het ligt direct ten noorden van de Houwerzijlstervaart en ten zuiden van de weg (vroeger waterloop) Vlakke Riet.

## Geschiedenis

### Opkomst en ondergang
Vliedorp is ontstaan op een wierde uit het begin van de jaartelling. Rond 1200 werd hier een stenen kerk gebouwd. Tot die tijd moet het dorpsgebied tot de parochie van Leens hebben gehoord. Het dorp wordt voor het eerst vermeld in 1418 als 'to Fleghum'. Deze naam wordt verklaard uit het Oudfriese fliach-hêm, wat wordt vertaald als 'vluchtplaats'; de plek (heem) waar men bij hoogwater naartoe kon vluchten (vlieden). In een oorkonde van 1495 wordt gesproken van Fledorper karspel. Vanaf die tijd wordt de naam met het achtervoegsel -dorp geschreven. Het was in 1445 een van de vier dorpen binnen de rechtstoel het Grote Reedschap van Ulrum.
Of rond de wierde van Vliedorp zich ooit een volwaardig dorp heeft bevonden wordt betwist. De 19e-eeuwse verkaveling suggereert namelijk niet dat er vroeger veel huizen hebben gestaan. In 1651 werd het dorp kerkelijk verenigd met Niekerk, omdat het nog nauwelijks iets voorstelde. De kosterij (met de school) bevond zich al in 1577 in het nabijgelegen havenplaatsje Houwerzijl, waar waarschijnlijk toen ook al de meeste mensen woonden.
De kerk en het kerkhof bleven in gebruik. De afbeelding van de kerk en haar toren zijn onder andere te vinden op een kaart van Jannes Tideman uit 1658. Volgens Van der Aa was de toren van hout. Na 1695 werd de kerk door verval niet meer gebruikt en is kort daarna (vóór 1700) afgebroken. Op een voorstudiekaart van Theodorus Beckeringh van 1771 staan op de wierde alleen de kerk (die wordt aangeduid als ruïne) en de weem (pastorieboerderij) ingetekend. In een korte notitie schrijft Beckeringh verder: "eertijds Vliedorp, alwaar nog maar een huis is staande en aldaar nog het oude kerkhof met de graven, zijnde de meeste huisen van Vliedorp thans tot Houwerzijl, alwaar een torentje en molen".
Volgens een belastinglijst uit 1702 woonden er 22 gezinnen en er zullen dan ook wel 22 huizen hebben gestaan in het kerspel, voornamelijk in Houwerzijl. Bij de Kerstvloed van 1717 gingen in het kerspel Vliedorp 17 huizen verloren. Bij deze overstroming kwamen 40 mensen om het leven. De schade moet enorm geweest zijn. De huizen werden echter herbouwd, want in 1806 stonden er (weer) 22 huizen in het kerspel. De bij de overstroming nog zwaarder beschadigde kerkruïne werd rond 1730 afgebroken.

### Latere geschiedenis
De weem ten noorden van de kerk kreeg een nieuwe functie als landarbeiderswoning en werd pas na 1850 afgebroken. In de volksmond heet de wierde van Vliedorp daarom Ol Weem, ook gespeld als Olle Weem of Olweem. Weem komt van het Oudfriese wetheme en betekent kerkelijk bezit. Ol komt van old (oud).
Het kerkhof bleef in gebruik, maar vanwege de slechte wegen was het 's winters vaak alleen per boot bereikbaar via de Houwerzijlstervaart. In 1868 werd het kerkhof officieel gesloten voor begrafenissen; de laatste grafsteen dateert van 1894. Veel oudere grafzerken (waaronder zeven uit de 17e eeuw) zijn later verdwenen. Er liggen nu nog twaalf zerken op het kerkhof.
Het noordelijk deel van de wierde werd eind 19e en begin 20e eeuw afgegraven vanwege de vruchtbare grond, waardoor het noordelijk gedeelte van het kerkhof zich nu op maaiveldniveau bevindt. In 1999 werd de wierde gerenoveerd. Het wierdekerkhof in Vliedorp met 12 grafstenen is nog steeds aanwezig en wordt beheerd door Het Groninger Landschap. Na de aanleg van een fietspad in de ruilverkaveling is de plek weer over land te bezoeken.

## Trivia
Over Vliedorp zijn in de loop der geschiedenis veel legenden verteld. Van der Aa schreef bijvoorbeeld dat sommigen dachten dat Vliedorp het oudste dorp van Groningen zou zijn en dat dit (net als overigens Leens en Zoutkamp) de plek zou kunnen zijn van zowel de Romeinse vestingen Phleum en Flevum (lichte naamsgelijkenis met Vliedorp) en de Romeinse haven 'Manarmanis Portus' waarover Ptolemaeus schreef.

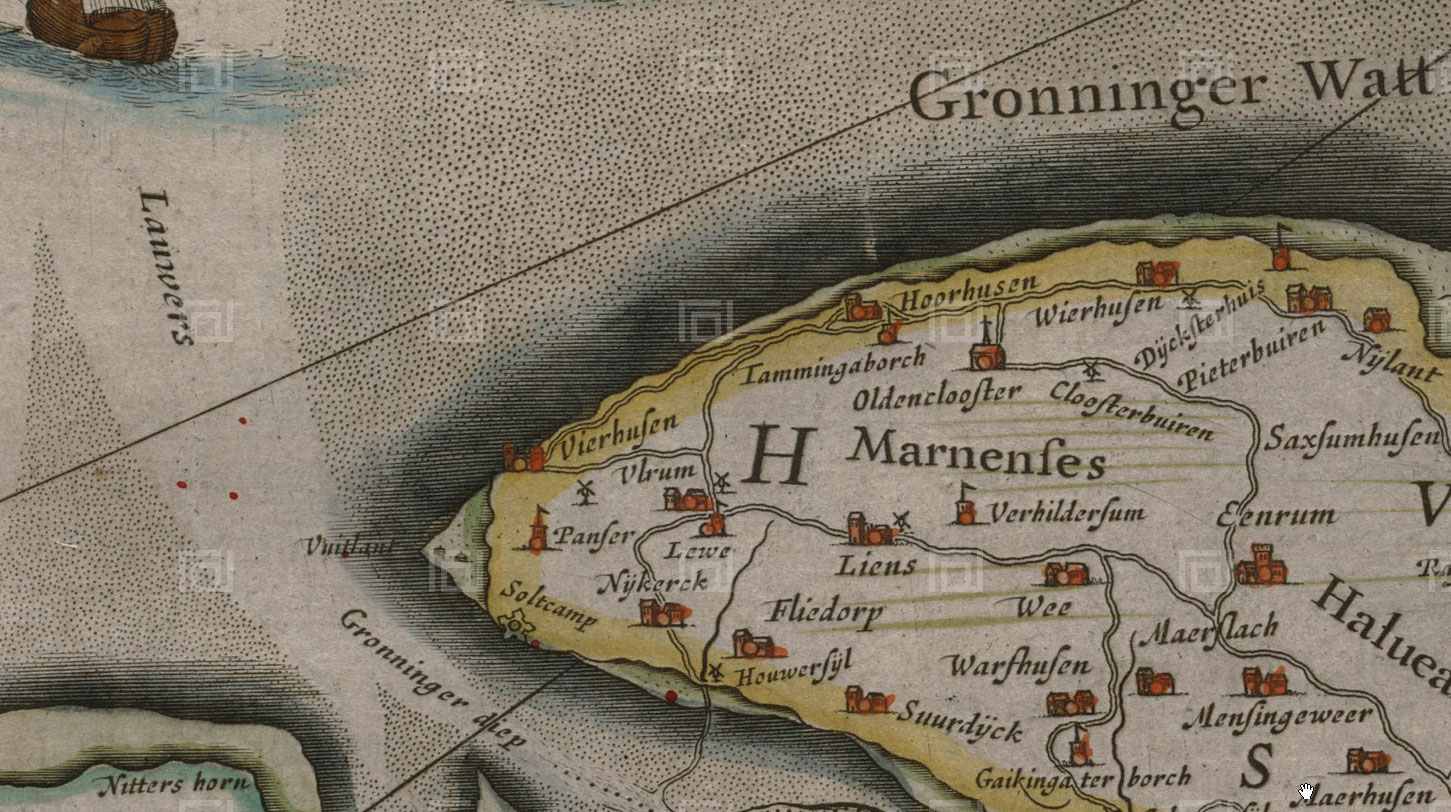
Fliedorp op de landkaart van Blaeu uit 1648
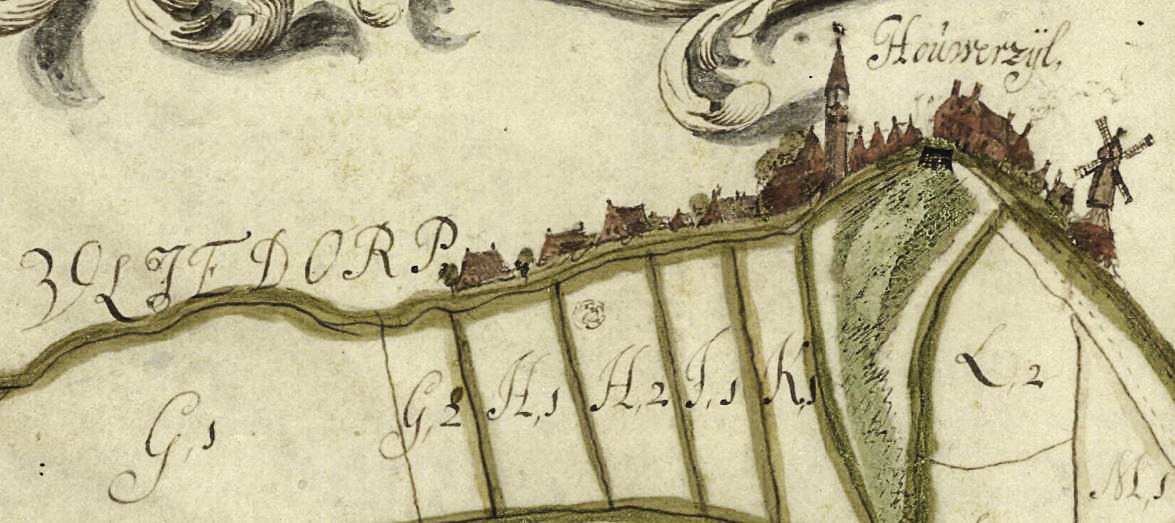
Gebouwen uit Vliedorp en Houwerzijl op de kaart van Tideman uit ca. 1685. Op de tekening is onder andere de toren van de kerk van Vliedorp goed zichtbaar. De toren bevond zich echter niet in het dorp, maar in Vliedorp.
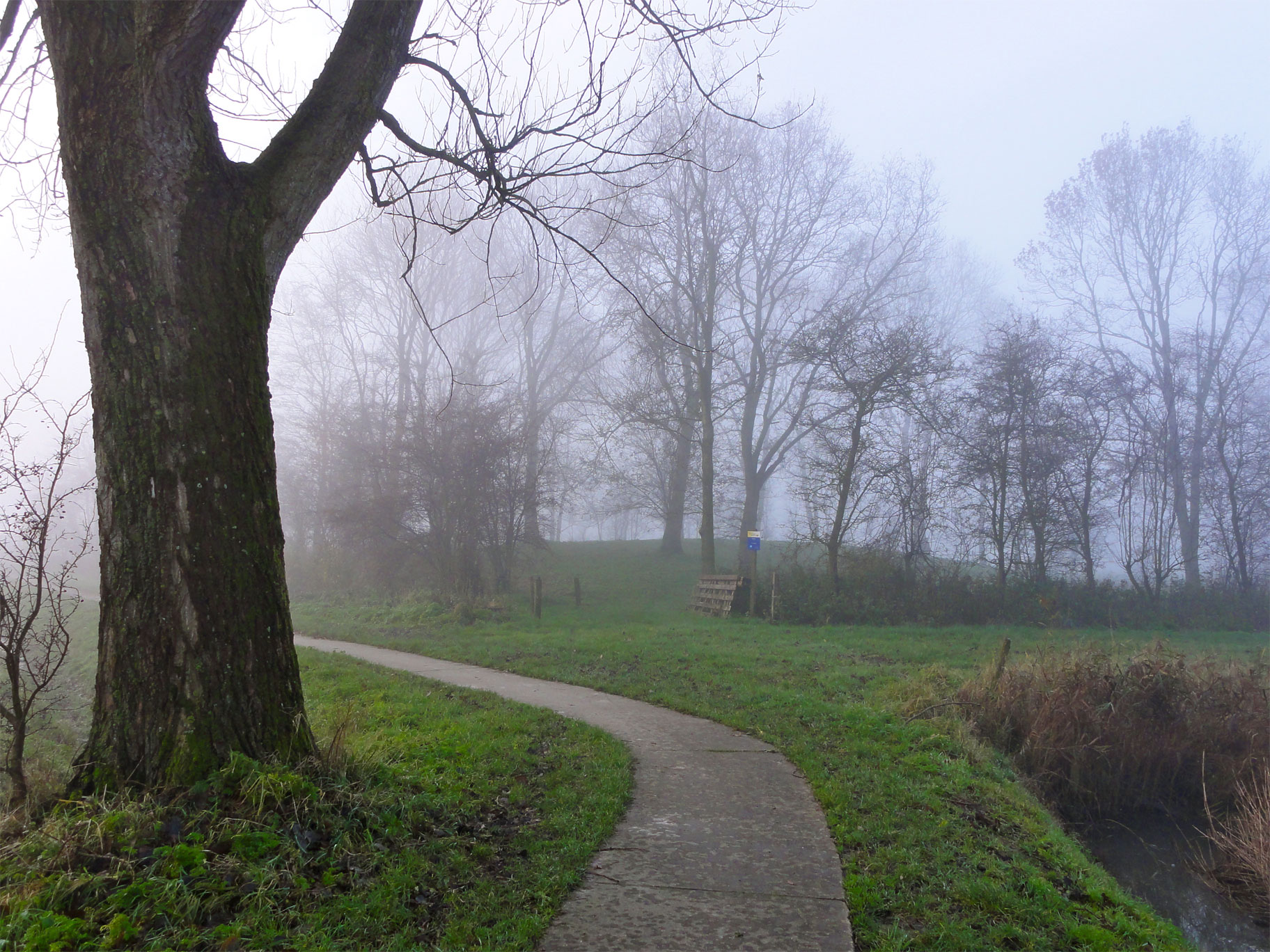
Het wierdekerkhof Ol Weem in de herfst
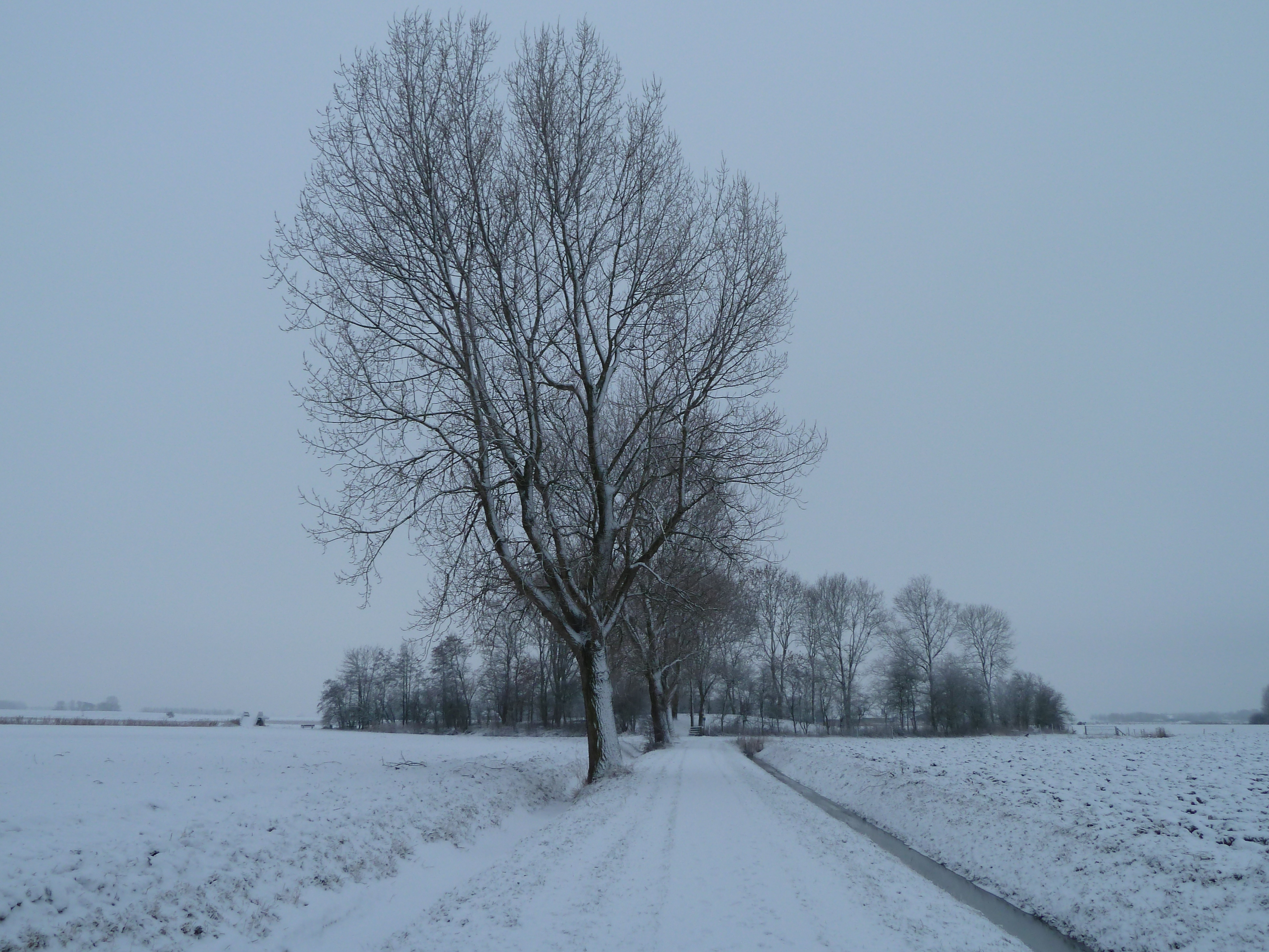
Het wierdekerkhof Ol Weem in de winter
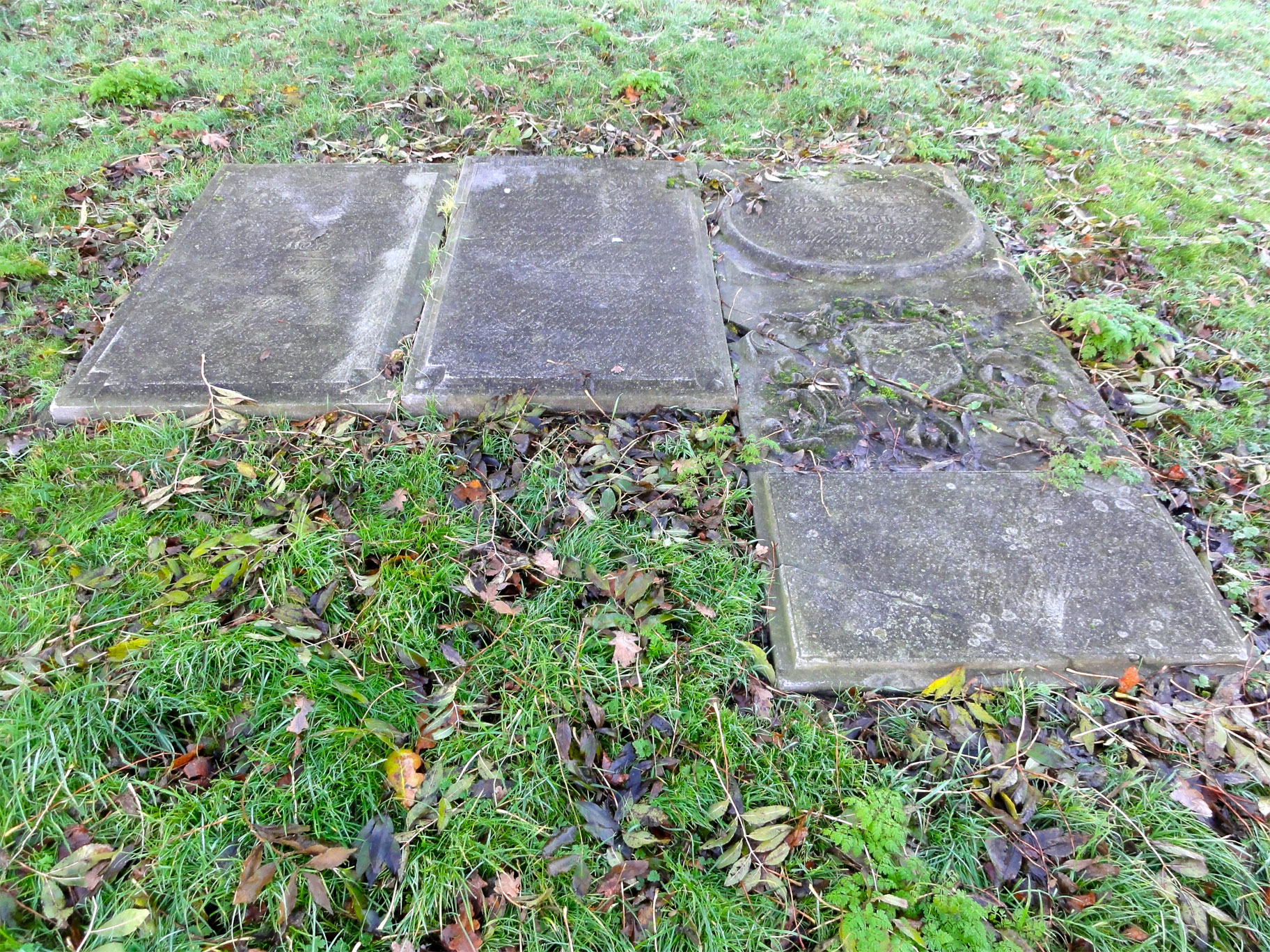
Drie grafzerken op de wierde
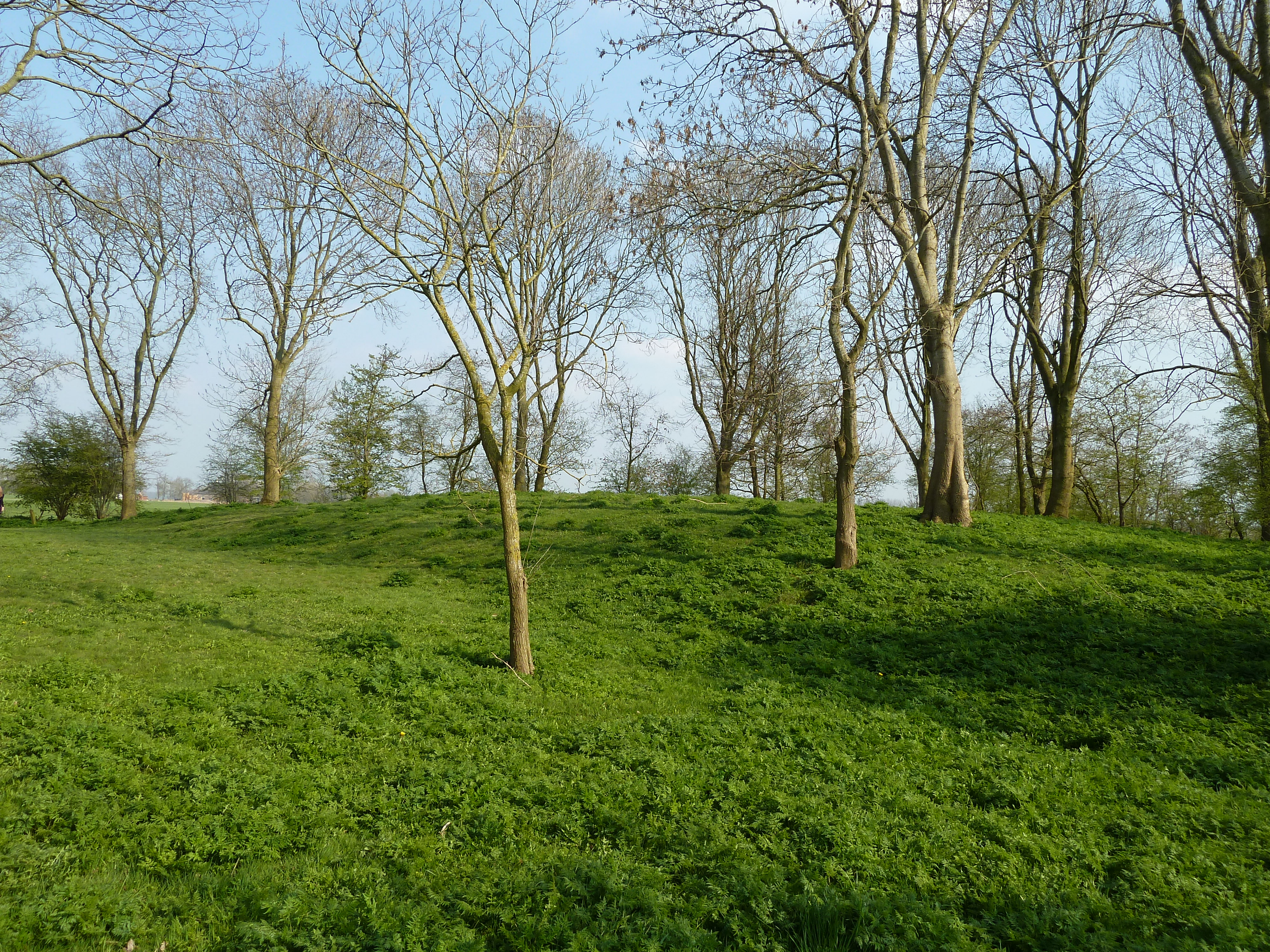
Gezicht op de wierde van nabij